# Orlando Ramírez
Orlando Ramírez (7 maggio 1943 – 26 luglio 2018) è stato un calciatore cileno, di ruolo attaccante.

## Carriera
Con la Nazionale cilena ha preso parte ai Mondiali 1966.